# HQ CD
HQ CD foi uma enciclopédia sobre quadrinhos distribuída em CD-ROM, sendo a primeira do gênero em formato digital lançada no Brasil. Organizada por Heitor Pitombo e editada por Franco de Rosa, a obra foi publicada pela editora Nova Sampa em 1997. Seu conteúdo inclui, entre outros tópicos, informações sobre cerca de 300 personagens, 100 gibis e 50 artistas, além de entrevistas com Dough Wildet e Scott Williams, desenhos animados dos anos 1960, perfis de Mauricio de Sousa e Ziraldo, dicas de ilustração de Mike Deodato e listas de premiações brasileiras de quadrinhos. Em 1998, a obra ganhou o Troféu HQ Mix de "melhor produção para outras linguagens".